# Фудзиэда МИФК
«Фудзиэда МИФК» (яп. 藤枝MYFC, англ. Fujieda MYFC) — японский футбольный клуб из города Фудзиэда, в настоящий момент выступает в Джей-лиге 2, втором по силе дивизионе страны. Команда финансируется большим количеством членов сайта MyFootballClub, решивших за небольшие финансовые платежи содержать этот клуб. Это первый подобный способ существования футбольного клуба в Японии.

## История
Ныне существующий клуб был образован в результате слияния 2 клубов: «Фудзиэды Нельсон» и «ФК Сидзуоки» в 2010 году. Проект MyFootballClub приобрёл в 2008 году команду «Фудзиэды Нельсон», а через 2 года и «ФК Сидзуоку», в итоге объединив их в один.
В 2012 году «Фудзиэда МИФК» дебютировала в Японской футбольной лиге, сумев занять итоговое 11-е место.

## Результаты в Японской футбольной лиге
- 2012: 11-е